# Václav Mařík (lední hokejista)
Václav Mařík (22. ledna 1947 – 11. dubna 2024) byl československý hokejový útočník a trenér. Do dorosteneckého věku se také věnoval fotbalu.

## Rodina
S manželkou mají dva syny, Roberta a Denisa Maříkovi, kteří taktéž hráli lední hokej, ne však profesionálně. Starší syn Robert má dvě dcery a mladší syn Denis má dva syny. Starší vnuk Nicolas Mařík je ledním hokejistou, odchovancem Banes Motor České Budějovice, v roce 2024 odešel do finského celku Saimaan Pallo.

## Hokejová kariéra

### Hráčská kariéra
S hokejem začínal ve dvanácti letech v tamním oddílu KDPM taktéž známý jako Pionýrák. S klukama se chtěli přihlásit do Slavoje Českých Budějovic ale nebyli vybrání. Až do dorostu působil v KDPM, poté přestoupil do Motoru Českých Budějovic. Ve starším dorostu s týmem poprvé v historii klubu vyhráli celostátní soutěž. V osmnácti letech poprvé naskočil za seniorský tým, který působil v nižší československé soutěži. Ve dvou sezonách jako náctiletý dokázal v 53 zápasech nastřílet 55 branek. Během povinné vojenské správy odehrál dva roky v armádním klubu ASD Dukla Jihlava. V jihlavské Dukle se potkal s reprezentanty národního týmu, týmu přispěl dvěma mistrovských titulech 23 vstřelených branek. Během působení v Dukle Jihlavě si zahrál v Davosu Spenglerův pohár, byl v širší nominaci československé reprezentace a odehrál jedno přípravné utkání. Po ukončené angažmá v Jihlavě, měl nabídku od klubu ZKL Brno, se kterým byl dohodnutý a získal ve městě byt. Zástupci budějovického Motoru a kapitán Josef Cvach navštívili Václava Maříka, kterého přemluvili pro návrat do Českých Budějovic. Po vojně dostal zajímavou nabídku od Tesly Pardubice, kteří řešili náhradu v týmu po odchodu středního útočníka Jiřího Nováka. Pardubice měli v plánu zařadit mladého Maříka do první formace mezi útočná křídla Vladimíra Martince a Bohuslava Šťastného.
Za Motor České Budějovice odehrál dvanáct sezon, u první sezony 1969/1970 pomohl k senzační jízdě bez porážky a postup do nejvyšší ligy. Nejlepší ročník v kariéře byla 1970/1971, ve které senzačně dominoval, vyhrál kanadské bodování a stal se nejlepším nahrávačem. V prosinci 1970 odehrál za československou reprezentaci turnaj Cena Izvestijí, ve které vstřelil jednu branku proti Polsku. V nabité konkurenci se Mařík nedokázal prosadit do užšího reprezentačního výběru. V sezoně 1973/1974 se stal kapitánem Motoru. Kapitána dělal pouze jeden rok. V týmu vytvořil útočnou lajnu Pražák — Mařík — Pouzar. Poslední ročník v Motoru Českých Budějovic byla historicky nejúspěšnější, klub skončil na druhém místě, pouhé dva body ztrácel na mistry TJ Vítkovice. Po úspěšné sezoně Motor už nepočítal s útočníkem Václavem Maříkem, který si kariéru prodloužil v nedalekém klubu TJ ZVVZ Milevsko. České Budějovice měli velký zájem o talentovaného útočníka Radka Ťoupala, Milevsko svého odchovance v dorosteneckém věku nechtělo pustit, nakonec se dohodli na výměně za Václava Maříka. Mařík byl v týmu nespokojený a odešel do rakouského celku z Lince, kde působil jako hrající trenér.

### Trenérská kariéra
Po přesunu do Lince se v tamním klubu stal hrajícím trenérem. Do Českých Budějovic se vrátil v roce 1987, v září 1987 byl povolán do seniorského týmu hlavním trenérem Karlem Pražákem, se kterým dlouhé roky hrál v útoku Motoru Českých Budějovic. V týmu nahradil Jana Šrámka, který působil v klubu jako asistent hlavního trenéra čtyři roky. Václav Mařík pokračoval nadále v klubu jako asistent i v následující sezoně, v prosinci 1988 nahradil Karla Pražáka na pozici hlavního trenéra, jako asistenta jsi zvolil navrátilce Jana Šrámka. Pod vedením Maříka České Budějovice obsadili sedmé místo v základní části, v play off  vypadli hned ve čtvrtfinále, kde nestačili na slovenský tým ASVŠ Dukla Trenčín. V trénování se nadále nezabýval, začal podnikat v oboru hoteliérství.

## Ocenění a úspěchy
- 1970 Postup s týmem TJ Motor České Budějovice do ČSHL
- 1971 ČSHL – Nejproduktivnější hráč
- 1971 ČSHL – Nejlepší nahrávač

## Klubová statistika
| Sezóna        | Klub                      | Soutěž        |     | Základní část | Základní část | Základní část | Základní část | Základní část |   | Play off | Play off | Play off | Play off | Play off |
| Sezóna        | Klub                      | Soutěž        | Z   | G             | A             | B             | TM            | Z             | G | A        | B        | TM       |          |          |
| 1965/1966     | TJ Motor České Budějovice | 1.ČSHL        |     | 29            |               |               |               | —             | — | —        | —        | —        |          |          |
| 1966/1967     | TJ Motor České Budějovice | 1.ČSHL        |     | 26            |               |               |               | —             | — | —        | —        | —        |          |          |
| 1967/1968     | ASD Dukla Jihlava         | ČSHL          |     |               |               |               |               | —             | — | —        | —        | —        |          |          |
| 1968/1969     | ASD Dukla Jihlava         | ČSHL          |     |               |               |               |               | —             | — | —        | —        | —        |          |          |
| 1969/1970     | TJ Motor České Budějovice | 1.ČSHL        |     | 30            |               |               |               | —             | — | —        | —        | —        |          |          |
| 1970/1971     | TJ Motor České Budějovice | ČSHL          | 36  | 24            | 29            | 53            | 54            | —             | — | —        | —        | —        |          |          |
| 1971/1972     | TJ Motor České Budějovice | ČSHL          | 36  | 15            | 11            | 26            | 37            | —             | — | —        | —        | —        |          |          |
| 1972/1973     | TJ Motor České Budějovice | ČSHL          |     |               |               |               |               | —             | — | —        | —        | —        |          |          |
| 1973/1974     | TJ Motor České Budějovice | ČSHL          |     |               |               |               |               | —             | — | —        | —        | —        |          |          |
| 1974/1975     | TJ Motor České Budějovice | ČSHL          |     |               |               |               |               | —             | — | —        | —        | —        |          |          |
| 1975/1976     | TJ Motor České Budějovice | ČSHL          | 32  | 12            | 23            | 35            | —             | —             | — | —        | —        |          |          |          |
| 1976/1977     | TJ Motor České Budějovice | ČSHL          |     |               |               |               |               | —             | — | —        | —        | —        |          |          |
| 1977/1978     | TJ Motor České Budějovice | ČSHL          | 43  | 13            | 34            | 47            | 28            | —             | — | —        | —        | —        |          |          |
| 1978/1979     | TJ Motor České Budějovice | ČSHL          | 36  | 16            | 12            | 28            | 10            | —             | — | —        | —        | —        |          |          |
| 1979/1980     | TJ Motor České Budějovice | ČSHL          |     |               |               |               |               | —             | — | —        | —        | —        |          |          |
| 1980/1981     | TJ Motor České Budějovice | ČSHL          | 31  | 12            | 13            | 25            | 10            | —             | — | —        | —        | —        |          |          |
| 1981/1982     | TJ ZVVZ Milevsko          | 1.ČSHL        |     |               |               |               |               | —             | — | —        | —        | —        |          |          |
| Celkem v ČSHL | Celkem v ČSHL             | Celkem v ČSHL | 214 | 92            | 122           | 214           | 139           | —             | — | —        | —        | —        |          |          |